# Demoiselle d'honneur
« Demoiselles d'honneur » redirige ici. Pour le film, voir Mes meilleures amies.
Pour le film de Claude Chabrol, voir La Demoiselle d'honneur. Pour le roman de Ruth Rendell, voir La Demoiselle d'honneur (roman).

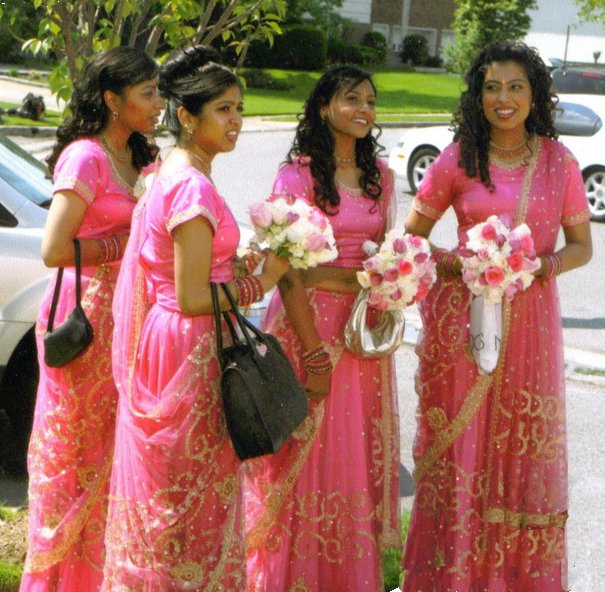
Quatre demoiselles d'honneur portant des gagra cholis, robes traditionnelles du nord de l'Inde.

Une demoiselle d'honneur est une personne qui accompagne la mariée lors de la cérémonie du mariage. Il s'agit généralement d'une amie très proche ou d'une membre de la famille. Il s'agit d'une tradition plutôt anglo-saxonne, le rôle des demoiselles d'honneur (bridesmaids) étant proche du rôle des témoins de mariage en France, en dehors de l'aspect juridique.

## Origines de la coutume
Les fiancés se rendaient à l’église accompagnés d’un cortège de jeunes gens du même âge habillés de manière identique aux futurs époux. On pensait que de cette façon, les mauvais esprits ne pourraient pas différencier les jeunes mariés du reste du groupe et ne pourraient pas s’attaquer à eux,. Ils seraient ainsi épargnés par les malheurs. Cette coutume est devenue très forte dans les pays anglo-saxons à partir du XVIIIe siècle. L’idée était de mettre en avant les jeunes filles à marier.